# Simaeasi
Simaeasi is een bestuurslaag in het regentschap Nias Barat van de provincie Noord-Sumatra, Indonesië. Simaeasi telt 1407 inwoners (volkstelling 2010).